# Cerberiopsis candelabra
Cerberiopsis candelabra là một loài thực vật có hoa trong họ La bố ma. Loài này được Vieill. ex Pancher & Sebert mô tả khoa học đầu tiên năm 1873.

## Hình ảnh

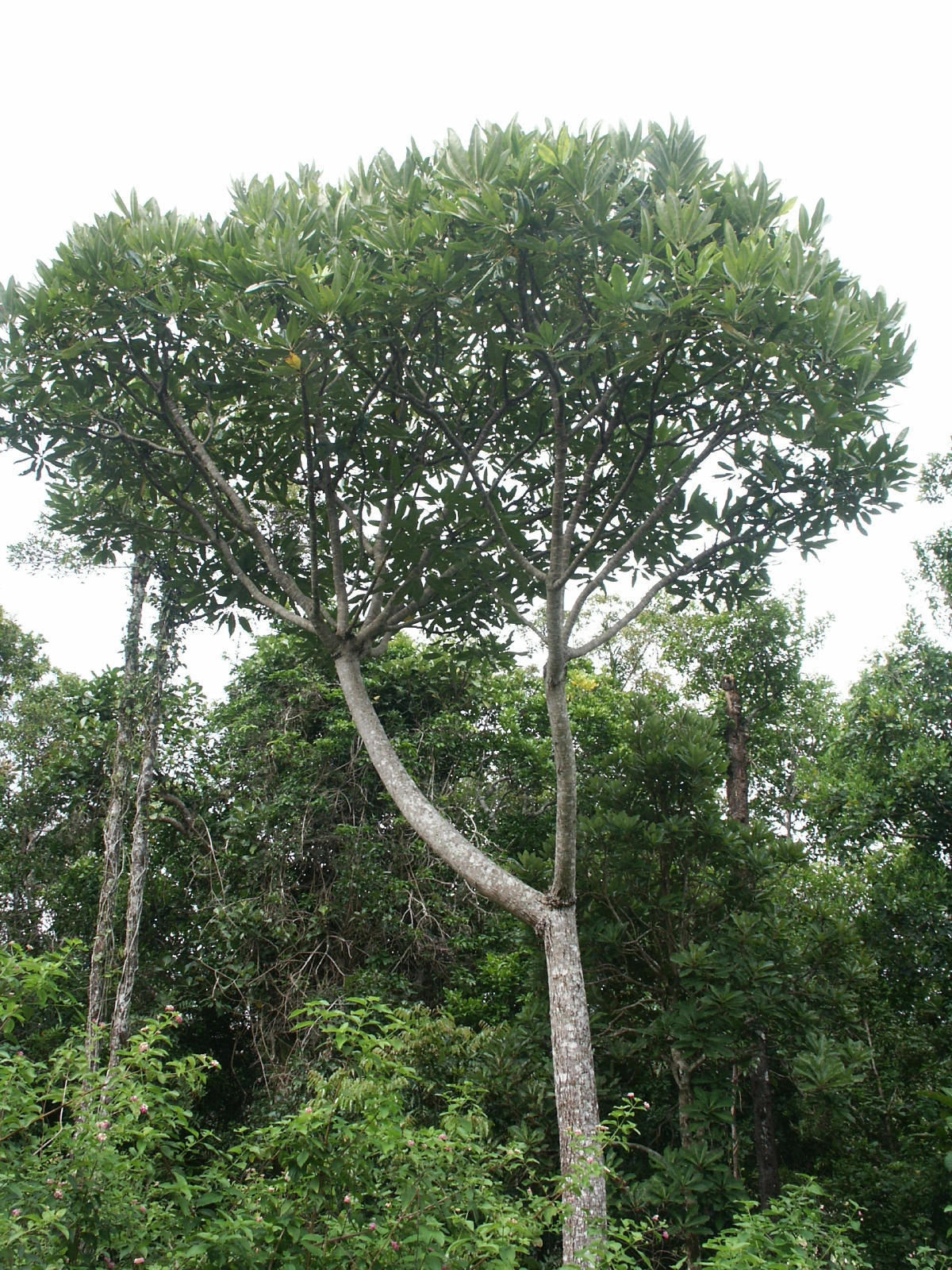